# 몽글
몽글(1998년 ~ )은 대한민국의 가수다. 2019년 EP 앨범 [발아(BAL-A)]로 데뷔했다.

## 방송
- 싱어게인3 (2023) - Top77

## 음반
- 발아(BAL-A) (2019)
- 제31회 유재하 음악경연대회 (2020)
- 식탁 (2021)
- 문제 푸는 방법 찾기 (2021)
- 빨간 (2021)
- 수영장 (2022)
- 조약돌 (2022)

## 공연
- 몽글 1집 ［조약돌］ 쇼케이스 (2022)
- RUBATO 집들이 라이브 : 몽글 (2023)

## 수상
- 유재하 음악경연대회 동상 (2020)